# Popoiu
Popoiu – wieś w Rumunii, w okręgu Bacău, w gminie Palanca. W 2011 roku liczyła 623 mieszkańców.